# 로마 전례

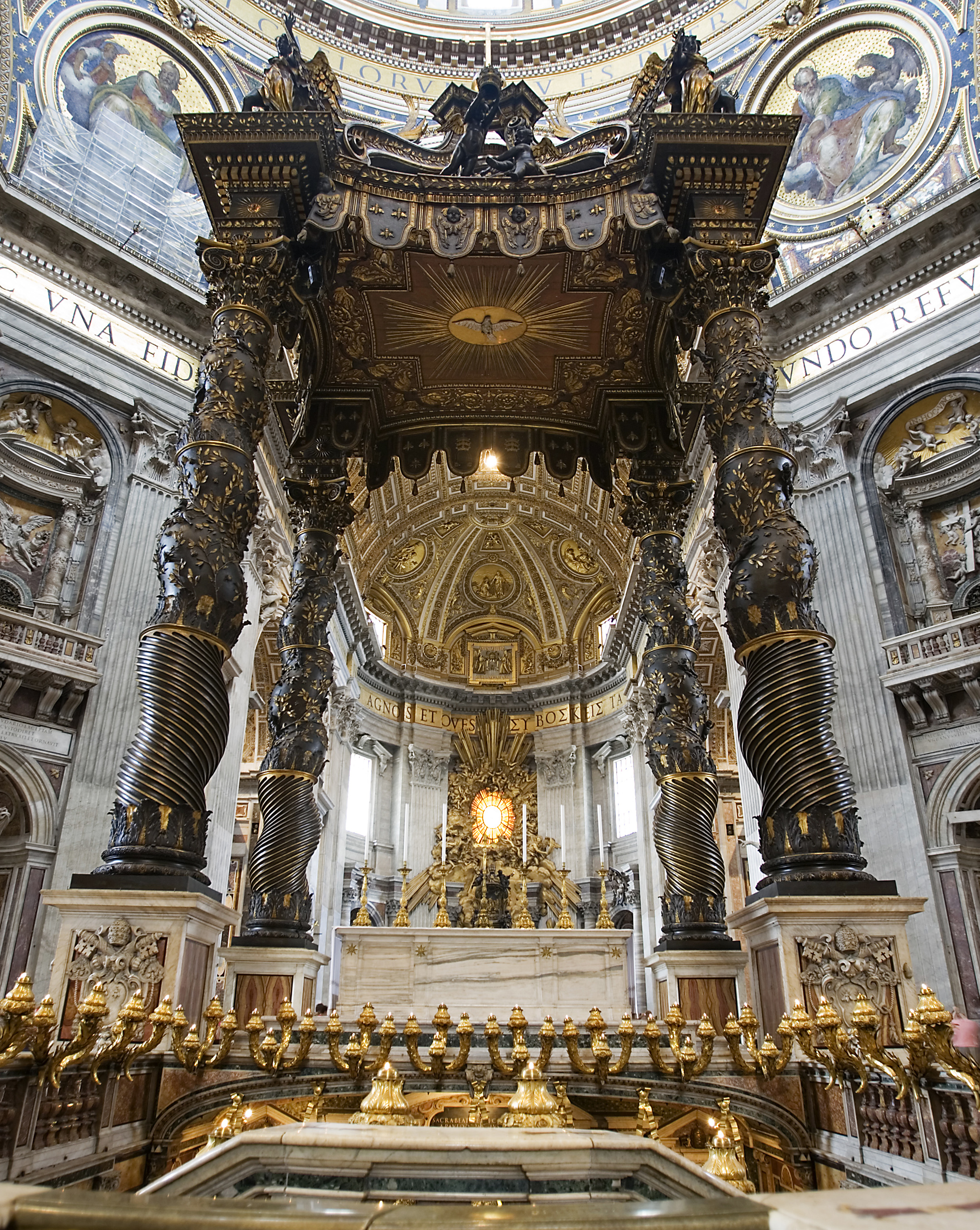
바티칸 성 베드로 대성전의 중앙 제대

로마 전례(라틴어: Ritus Romanus)는 기독교 전례 양식 중 하나로, 로마 가톨릭교회의 로마 교구에서 거행하는 전례 양식이다. 로마의 주교인 교황과 일치하여 그와 온전한 친교를 맺고 있는 서방 또는 라틴 교회의 거의 대부분 교회에 널리 보편화되어 있다. 사실상 로마 전례 역시 다른 모든 전례와 마찬가지로 수세기에 걸쳐 끊임없이 조정되어 왔다. 특히 성찬 전례의 경우, 로마 전례는 역사적으로 트리엔트 이전과 트리엔트 양식(특별 양식), 바오로 6세 양식(일반 양식)으로 구분된다.
로마 가톨릭 교회에서는 제2차 바티칸 공의회 이후로 주로 새 전례양식인 일반양식만 거행되어 왔으나, 2007년 교황 베네딕토 16세는 자의교서 《교황들》(Summorum Pontificum)을 반포하여 1962년판 로마 미사 경본에 따른 미사 및 전례인 로마 전례 특별 양식을 자유롭게 거행할 수 있도록 허락하였다.

## 동방 전례와의 비교
다른 전례문들이 시적인 언어와 미사여구가 많이 쓰여진 반면에, 로마 전례문은 표현을 최대한 절제한 것이 특징이라고 할 수 있다. 트리엔트 양식에서는 세세한 규정을 만들었는데, 가령 사제가 장백의를 입을 때 왼쪽 팔을 왼쪽 소매에 넣기 전에 먼저 오른쪽 팔을 오른 소매에 넣어야 한다는 등 처음부터 끝까지 움직임 하나하나를 자세하게 지시하고 있다(《Ritus servandus in celebratione Missae》, I, 3). 로마 전례에서 제병과 포도주가 그리스도의 몸과 피로 변하는 성변화가 이루어지는 정확한 시점은 성령 청원 기도 이후 사제가 성찬 제정과 축성문을 읽고 조배한 후에 두 손으로 받들고 높이 들어 교중에게 보일 때이다. 가장 전통적인 방식은 사제가 전례적 동쪽을 향하는 방식(ad orientem)으로 성찬례를 거행하는 것인데, 이 때 사제는 자신의 뒤에 있는 교중이 바라볼 수 있도록 자신의 머리 위에 성체와 성작을 높이 들어올린다. 성체와 성혈 축성 직전에 종을 울려 신자들에게 예고한 다음, 성체와 성혈을 거양할 때마다 종을 치는 동시에 성체와 성작을 향해 향을 칠 수 있다(로마 미사 경본 총지침 109항). 로마 전례가 동방 가톨릭교회의 전례들과 다른 또 다른 특징은 무릎 꿇기의 횟수가 많다는 점과 더불어 오랜 시간 동안 무릎을 꿇는다는 점, 양손을 합장하여 오랫동안 자세를 유지한다는 점 등이다. 이러한 특징들은 동아시아와 남아시아의 종교인들이 기도하는 자세와 매우 유사하다.